# لانه (فیلم ۲۰۲۰)
لانه (انگلیسی: The Nest) یک فیلم مهیج محصول سال ۲۰۲۰ است که توسط شان دورکین نوشته، کارگردانی و تهیه شده‌است. اولین نمایش جهانی فیلم در ۲۶ ژانویه ۲۰۲۰ در جشنواره فیلم ساندنس انجام و در ۱۸ سپتامبر ۲۰۲۰ توسط آی‌اف‌سی فیلمز و الویشن پیکچرز در ایالات متحده و کانادا منتشر شد.
زندگی یک کارآفرین و خانواده ی آمریکایی اش پس از نقل مکان به عمارتی انگلیسی در خارج از شهر، شکل پیچیده ای به خود می گیرد.